# Boris Sawinkow

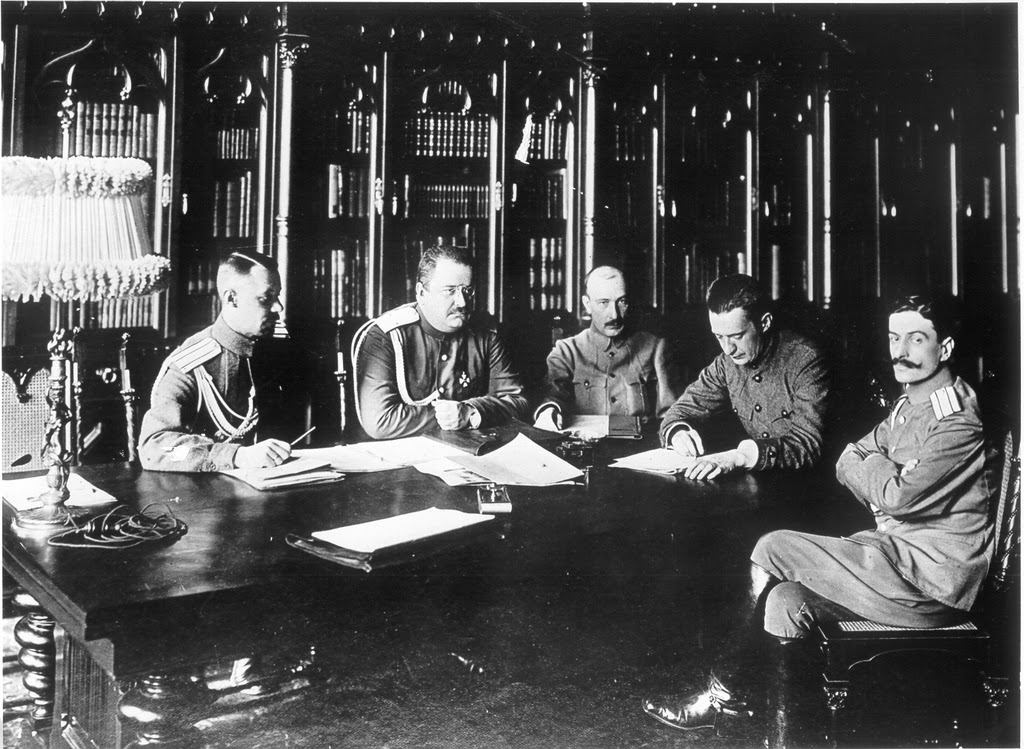
Aleksander Kiereński (drugi od prawej) i Borys Sawinkow (pośrodku) w otoczeniu kierownictwa ministerstwa wojny Rosji w 1917

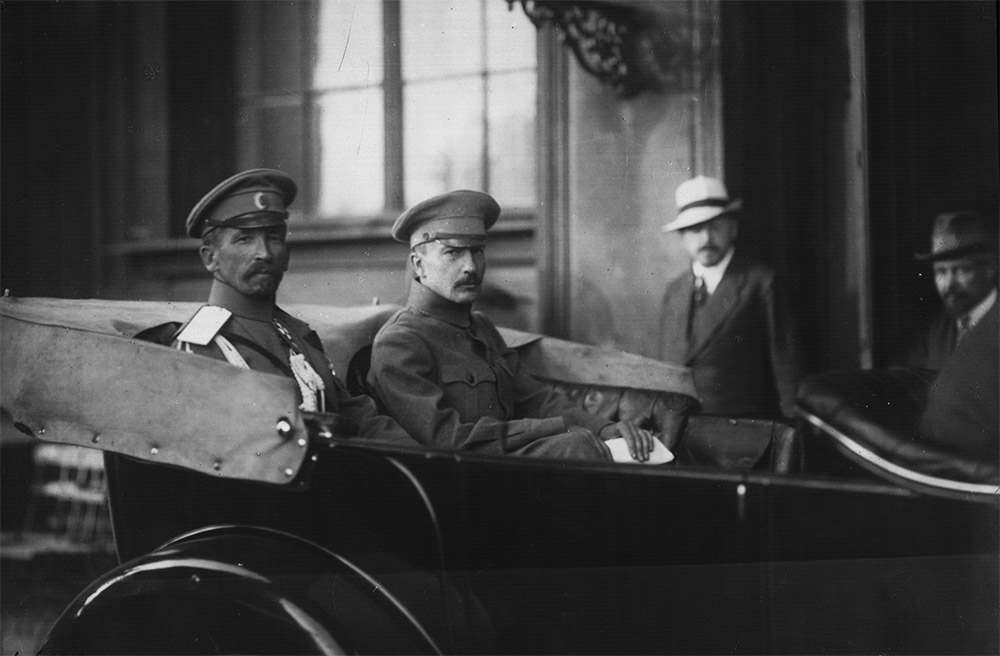
Głównodowodzący Armii Rosyjskiej generał Ławr Korniłow i wiceminister wojny Borys Sawinkow w sierpniu 1917

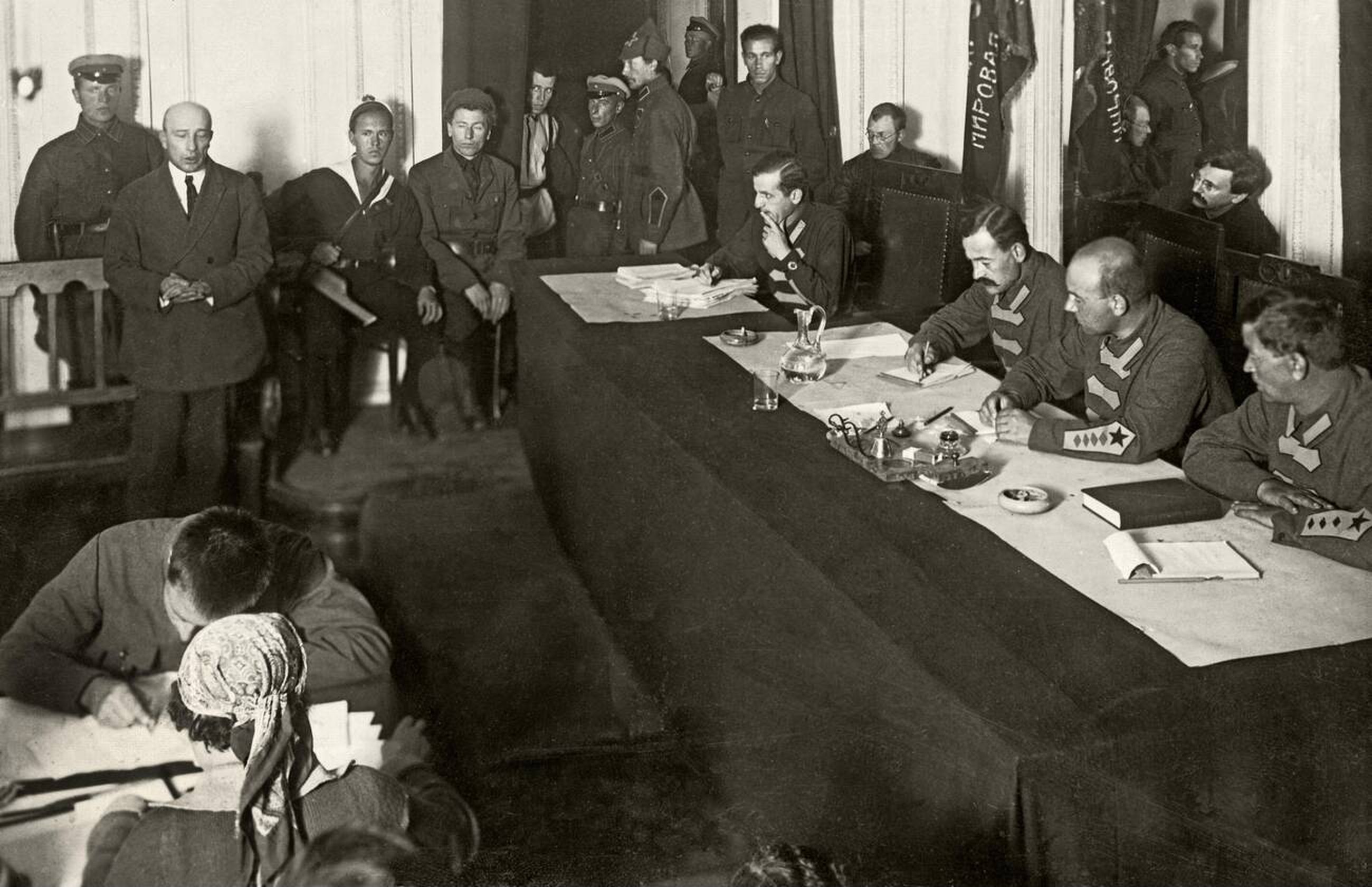
Borys Sawinkow (z lewej) na moskiewskim procesie pokazowym w sierpniu 1924. Z prawej, pod ścianą siedzi Wiaczesław Mienżynski. Sądowi przewodniczy Wasilij Ulrich

Boris Wiktorowicz Sawinkow (ros. Борис Викторович Савинков; ur. 19 stycznia?/31 stycznia 1879 w Charkowie, zm. 7 maja 1925 w Moskwie) – rosyjski pisarz, polityk i rewolucjonista. W 1917 wiceminister wojny w Rządzie Tymczasowym Rosji. W latach 1920–1921 przewodniczący Rosyjskiego Komitetu Politycznego z siedzibą w Warszawie.

## Życiorys
Urodził się w Charkowie, ale dzieciństwo spędził w Warszawie, gdzie jego ojciec pełnił funkcję sędziego. W 1896 razem z bratem wyjechał do Sankt Petersburga, gdzie studiował na Petersburskim Uniwersytecie Państwowym. Po dwóch latach został wyrzucony z uczelni za działalność polityczną. Studia kontynuował w Niemczech na Uniwersytecie w Heidelbergu. Po powrocie do Rosji zaangażował się aktywnie w działalność o charakterze rewolucyjnym. Pisał artykuły w gazecie „Myśl robotnicza”, działał w socjaldemokratycznej organizacji Związek Walki o Wyzwolenie Klasy Robotniczej. W 1901 został aresztowany przez funkcjonariuszy Ochrany. Przez niecały rok był osadzony w Twierdzy Pietropawłowskiej, po czym zesłano go na Syberię, gdzie objął funkcję sekretarza kancelarii adwokackiej przy sądzie okręgowym w Wołogdzie. Wstąpił tam do Partii Socjalistów-Rewolucjonistów.
W lipcu 1903 zbiegł przez Archangielsk do Norwegii. Stamtąd udał się do Genewy. Oddał się tam do dyspozycji Komitetowi Centralnemu Eserowców. Na specjalne życzenie uzyskał przydział do specjalnej grupy terrorystycznej, mającej już na swoim koncie kilka udanych zamachów na wysokich dygnitarzy władz carskich. Wziął udział w udanym zamachu na ministra spraw wewnętrznych Wiaczesława Plehwego. Następnie Sawinkow wszedł w skład Komitetu Wykonawczego Organizacji Bojowej, która uzyskała całkowitą niezależność od kierownictwa partii eserowskiej. W 1906 został aresztowany w Sewastopolu podczas nieudanego zamachu na dowódcę Floty Czarnomorskiej. Osadzony w miejscowej twierdzy, zdołał jednak zbiec. Potem wyjechał do Francji.
Po wybuchu I wojny światowej został korespondentem wojennym w Armii Francuskiej. Do Rosji powrócił w kwietniu 1917, już po wybuchu rewolucji lutowej i obaleniu caratu. Z ramienia Rządu Tymczasowego objął funkcję komisarza 7. Armii, a następnie Frontu Południowo-Wschodniego. Później objął funkcję wiceministra wojny (w rzeczywistości to właśnie on kierował pracą ministerstwa). 27 sierpnia 1917 został mianowany namiestnikiem wojskowym Piotrogrodu i pełniącym obowiązki dowódcy wojsk Piotrogrodu. Po przejęciu władzy przez bolszewików, w marcu 1918 utworzył Związek Obrony Ojczyzny i Wolności, który – współfinansowany przez Ententę – stawiał sobie za cel obalenie bolszewickiej Rady Komisarzy Ludowych. Miało do tego dojść drogą wywołania serii powstań zbrojnych w miastach Powołża i Rosji Centralnej, skoordynowanych z desantem brytyjskim i francuskim oraz z działaniami Korpusu Czechosłowackiego. Plan Sawinkowa nie powiódł się, powstania zbrojne wybuchły jedynie w Muromie, Rybińsku i Jarosławiu, a tylko w ostatnim z wymienionych miast wystąpienie antybolszewickie przybrało poważniejsze rozmiary. Latem 1918 przedostał się do Kazania. Następnie trafił do Ufy, gdzie przez pewien czas był uważany za kandydata na stanowisko ministra spraw zagranicznych w Ogólnorosyjskim Rządzie Tymczasowym. Później w imieniu rządu wyjechał do Francji, gdzie rozmawiał z rządami państw zachodnich na temat wsparcia dla ruchu Białych.
W styczniu 1920 przybył do Warszawy. Spotkał się z Naczelnikiem Państwa marsz. Józefem Piłsudskim. Ten zawarł porozumienie z Sawinkowem polegające na wyrzeczeniu się przez Polskę granic z 1772, czyli ziem  I rozbioru, zaś przez Rosję granic z 1914. Przyszłość Litwy i Białorusi miała być rozstrzygnięta w wyniku plebiscytu, zaś Ukraina została potraktowana jako niezawisłe państwo. Rosja jako „wielka republika federacyjna” miała żyć w przyjaźni z „silną i wolną Polską”. Ponadto na terytorium Polski miały być sformowane rosyjskie oddziały wojskowe przeznaczone do wspólnej walki z bolszewikami, nad którymi zwierzchnictwo polityczne miał sprawować Sawinkow. Polityk stanął też na czele powołanego w Warszawie Rosyjskiego Komitetu Politycznego. Komitet został oficjalnie uznany przez władze polskie jako rosyjskie przedstawicielstwo polityczne. Jego organem prasowym stało się pismo „Za Wolność!”. Przedstawicielem Piłsudskiego przy kierownictwie komitetu był ppłk Bogusław Miedziński.
Po zakończeniu wojny polsko-bolszewickiej i zawarciu traktatu ryskiego Sawinkow pozostał w Warszawie. W czerwcu 1921 reaktywował Ludowy Związek Obrony Ojczyzny i Wolności. Jego zadaniem było stworzenie na Białorusi konspiracyjnej siatki antybolszewickiej, mającej wesprzeć chłopskie powstanie. W tym celu sprzymierzył się z białoruską organizacją „Zielony Dąb”.
Rządy Wincentego Witosa, a następnie Antoniego Ponikowskiego, wbrew stanowisku Piłsudskiego i jego zwolenników, prowadziły jednak politykę wygaszania antybolszewickiej aktywności „sawinkowskiej” na terytorium Polski. W zamian za odblokowanie przez bolszewików repatriacji obywateli polskich i jeńców wojennych czy zwrotu mienia i dóbr kultury władze zobowiązały się do wstrzymania wypadów „sawinkowców” na Białoruś sowiecką. Wkrótce podjęto decyzję o wydaleniu z terytorium Polski części działaczy Rosyjskiego Komitetu Politycznego. W tym czasie Sawinkow przebywał w Paryżu. Pomimo uzyskania zgody na powrót do Warszawy, nie uzyskał jednak wizy wjazdowej. Obiecywano mu możliwość przyjazdu w tajemnicy pod fałszywym nazwiskiem pod warunkiem skłonienia jego towarzyszy do wyjazdu z Polski. Ostatecznie przybył do Warszawy, gdzie dzięki pomocy Karola Wędziagolskiego wystąpił przed grupą posłów w Sejmie, dziękując za udzieloną dotychczas pomoc. W październiku 1921 członkowie Rosyjskiego Komitetu Politycznego z Sawinkowem na czele wyjechali do Pragi.
10 grudnia 1921 Sawinkow potajemnie spotkał się w Londynie z sowieckim negocjatorem traktatu handlowego z Wielką Brytanią Leonidem Krasinem. W następnych dniach Sawinkow został zaproszony do Winstona Churchilla i brytyjskiego premiera Davida Lloyda George’a, którym opowiedział o swojej rozmowie z Krasinem. Sawinkow później zrelacjonował swoje negocjacje w długim liście do Józefa Piłsudskiego. W latach 1922–1923 spotykał się z włoskim przywódcą Benito Mussolinim. Zwabiony przez funkcjonariuszy OGPU, którzy zainscenizowali istnienie podziemnej organizacji antysowieckiej w ZSRR (Operacja Syndykat–2), która to "organizacja" zaprosiła Sawinkowa do objęcia przywództwa nad nią, przekroczył granicę sowiecką 15 sierpnia 1924 roku i natychmiast (16 sierpnia) został aresztowany w Mińsku  przez OGPU. Osadzono go w więzieniu śledczym OGPU na moskiewskiej Łubiance. Natychmiast wytoczono mu proces pokazowy, podczas którego 29 sierpnia 1924 został skazany przez Kolegium OGPU na pięciokrotną karę śmierci przez rozstrzelanie. Zamieniono ją jednak na 10 lat więzienia w związku z pełnym przyznaniem się Sawinkowa do winy i publicznym stwierdzeniem swej klęski politycznej. 7 maja 1925, według oficjalnej wersji sowieckiej, popełnił samobójstwo w siedzibie OGPU na Łubiance wyskakując przez okno z czwartego piętra budynku na wewnętrzny dziedziniec. Według niektórych źródeł (np. Aleksandra Sołżenicyna w książce Archipelag GUŁag) został zamordowany przez funkcjonariuszy OGPU. Miejsce pochówku pozostaje do dziś nieznane.

## Upamiętnienie
W filmie Jeździec imieniem śmierć (2004), w reż. Karena Szachnazarowa, w rolę Sawinkowa wcielił się aktor Andriej Panin.
O rosyjskim polityku opowiadał również odcinek Tajna sprawa serii Sensacje XX wieku.
W latach 2017–2019 imię Borysa Sawinkowa nosiła zmieniona w ramach tzw. dekomunizacji ul. Dąbrowszczaków w dzielnicy Praga-Północ w Warszawie. W 2019 Naczelny Sąd Administracyjny na wniosek miasta prawomocnie uchylił decyzję wojewody mazowieckiego w tej sprawie.

## Publikacje wydane w Polsce
- Wspomnienia terrorysty, Wydawnictwo Gryf, Warszawa 1991[9].
- Koń Wrony, Niezależna Oficyna Wydawnicza NOWA, Warszawa 1991[10].